# بريوات
البريوات هو طبق من المطبخ المغربي ينتمي لعائلة الفطائر، يحضر بورق البسطيلة (المتكون من عجين رقيق للغاية يصنع بالدقيق والماء والملح) في الفرن أو مقلياً في حمام زيت.
تحشى البريوات باللحم (في معظم الأحيان يكون بالدجاج أو لحم الضأن أو السمك) والشعرية الصينية وبعض الخضار ثم تلف في ورق البسطيلة المغربية على شكل ثلاثي أو أسطواني وترش بالجبن والليمون، وإذا كانت حلوة تحشى بعقدة اللوز. غالبا ما تتبل بالتوابل للحصول عليها مالحة أو بمسحوق السكر للحصول عليها حلوة.

## في الكتب
حسب ماورد في كتاب «Voyage au Maroc 1910 – 1911 (رحلة إلى المغرب 1910 - 1911)» لراينولد لاشاريير، تعتبر بريوات الكبدة من المعجنات التي تقدم في الأعراس والمناسبات في المغرب إلى جانب أشكال وأنواع مختلفة من السلطات والوجبات الخفيفة، ووصفتها الكاتبة قائلةً:
 « petits pâtés feuilletées frits bourrés de foie haché »
الترجمة:
«فطائر صغيرة مقلية ومحشوة بالكبد المهروس» 

## أنواعها
تتفنن نساء المغرب في تحضير أنواع عدة من البريوات، نذكر منها:
1. بريوات باللوز[5]
2. بريوات بالكاوكاو[6]
3. بريوات بالكاوكاو واللوز[7]
4. بريوات بالبيشاميل[8]
5. بريوات بالبورو[9]
6. بريوات بعجينة المسمن معمرين[10]
7. بريوات باللحم[11]
8. بريوات باللحم المفروم والبصل[12]
9. بريوات باللحم المفروم والشامبنيو[13]
10. بريوات أو سيكار بالشعيرية الصينية واللحم مفروم[14]
11. بريوات باللحم مفروم[15]
12. بريوات باللحمة المفرومة والفرميسال والفطر[16]
13. بريوات بالكفتة[17]
14. بريوات بالكفتة والرز[18]
15. بريوات الكفتة بعجين المسمن[19]
16. بريوات بالكفتة وشعرية الصينية[20]
17. بريوات بالكفتة والخضر[21]
18. بريوات بالكفتة والبيض[22]
19. بريوات بالكفتة والبيشاميل[23]
20. بريوات مالحين[24]
21. بريوات مالحين بفرماج احمر[25]
22. بريوات مالحين بحشوة البادنجان[26]
23. بريوات مالحين باللحم وصلصة البيشاميل[27]
24. بريوات بالخضر والشعرية الصينية[28]
25. بريوات بلحم الديك الرومي والبيض المسلوق والفرماج[29]
26. بريوات بالدجاج[30]
27. بريوات بالدجاج مالحين[31]
28. بريوات بالدجاج والبيض[32]
29. بريوات بالدجاج والفيرميسيل[33]
30. بريوات بالدجاج والخضر[34]
31. بريوات بالدجاج والفطر[35]
32. بريوات بحشوة كبد الدجاج مع البصل والشعرية الصينية[36]
33. بريوات معمرين بكبدة الدجاج وزعفران[37]
34. بريوات بفواكه البحر وصدر الدجاج[38]
35. بريوات بالدجاج مالحين[39]
36. بريوات بالدجاج والدغميرة[40]
37. بريوات بالدجاج والسمك[41]
38. بريوات بالدجاج والجبن[42]
39. بريوات الدجاج بالكريمة السائلة[43]
40. بريوات بالدجاج والبطاطا[44]
41. بريوات بالبطاطا والجبن والطون[45]
42. بريوات بالبطاطا والفروماج[46]
43. بريوات معمرين بالبطاطا[47]
44. بريوات بالبطاطا والطون[48]
45. بريوات بالطون[49]
46. بريوات بالطون والبطاطس والفرماج[50]
47. بريوات بالتونة والخضر[51]
48. بريوات بتونة وشومبينيو[52]
49. بريوات بالحوت[53]
50. بريوات بفواكه البحر والفطر[54]
51. بريوات بالارز والمورتديلا[55]
52. بريوات بالعجينة المورقة[56]

## المكونات
200 غ من الجوز المفروم - 100 غ من الزبدة - 100 غ من السكر الناعم - عسل - ماء الزهر - ورق البسطيلة. يمكن إضافة 120 من الأرز الأبيض وقرفة (دارسين) إذا كانت بسطيلة من الأرز والجوز المعسلين.